# Donato da Ripacandida
( Guido Mastantuono, Un candido fiore di Ripa, Melfi, Tipografia del Secolo, 1927.)
San Donato da Ripacandida, noto anche come san Donatello, al secolo Donato Simone (Ripacandida, 1179 – Petina, 17 agosto 1198), è stato un religioso italiano.

## Agiografia
Donato Simone nacque a Ripacandida da un umile famiglia nel 1179. Solo nella città natale è invocato con il nome di Donatello, per distinguerlo da san Donato d'Arezzo, del quale egli portava il nome. All'età di quattordici anni, manifestò la sua vocazione, partendo alla volta del monastero benedettino di Sant'Onofrio di Massadiruta, a Petina. Troppo giovane, gli fu detto di tornare dopo un anno. L'anno seguente, nel 1194, fu indirizzato all'abbazia di Montevergine fondata nel 1124 da san Guglielmo da Vercelli. Dopo aver compiuto l'anno canonico, nel 1195, l'abate Pascasio lo accolse al monastero Sant'Onofrio di Massadiruta.
Fu impiegato nei lavori più umili, l'orto, il pollaio, il pane, senza mai lamentarsi. L'abate Pascasio stanco delle sue continue elargizioni ai bisognosi lo accusò ingiustamente, allora egli gli condusse un orso ammansito e una volpe. Di notte scendeva alle pendici del monte ed, in una caverna scavata dalle acque del torrente che passava sotto il monastero, offriva le sue penitenze a Dio. Mentre i suoi confratelli dormivano, si immergeva nell'acqua gelida fino alla vita, qui pregava e prima che i frati si destassero rientrava al convento. Una mattina, mentre Donatello si trovava nella grotta, l'abate lo cercò ed avendo trovato le sue vesti, pensò che egli tramasse qualcosa, le raccolse e le portò via per punirlo. Ma quando il Santo uscì dalla grotta, trovò le vesti dove le aveva lasciate. L'abate seguendolo scoprì che il giovane, di notte, faceva penitenza nel fiume.
Numerosi salivano a lui dalla vicina Auletta e dai paesi vicini per cercare consigli e conforto per i mali del corpo e dell'anima.
Dopo una breve e prodigiosa vita, circondato dai confratelli, spirava il 17 agosto 1198 a soli 19 anni.

## Culto
Si dice che le campane del monastero, da sole suonarono a festa. I suoi concittadini chiesero il ritorno delle spoglie in patria, ed ottennero nel 1202 il trasferimento della salma. Il corteo funebre dovette fermarsi ad Auletta, dove alle suppliche della popolazione, il Santo lasciò l'avambraccio destro. La reliquia, incorotta da secoli, si venera ad Auletta nella Chiesa Madre ed è custodita in un reliquario d'argento del 1618. Come risulta dalla vita del venerabile Giambattista Rossi, pubblicata nel 1752, san Donatello fu ritenuto e festeggiato a Ripacandida e ad Auletta come patrono. Il titolo di Santo gli fu confermato dal clero secolare e dal popolo, e nel 1758 anche dalla Congregazione dei riti.
Fiera e festa di San Donatello, (17 agosto) iniziano con una processione mattutina delle sei, anche se ormai la festa grande avviene in concomitanza con san Donato d'Arezzo (7 agosto). Auletta ha scelto san Donato come suo patrono. Nel 1723 la marchesa di Caggiano donò un pregevole mezzobusto d'argento raffigurante il Santo in estasi per la guarigione di suo nipote.
Nel 1732 papa Clemente XII visita ad Auletta la reliquia del Santo. In suo onore nel 1965 Auletta e Ripacandida si sono unite in un gemellaggio in presenza di tutte le autorità civili e relegiose. Auletta lo festeggia il 17 e 18 agosto, e dopo l'ultima guerra ha istituito la festa di San Donato alla Galleria, per ringraziarlo della protezione ricevuta. È sorta in contrada Scaffa una cappella denominata Cappella di San Donato alla Galleria. Nelle vicinanze della Chiesa madre di Auletta, in un terreno privato è stata sistemata una scultura in pietra, raffigurante San Donato in preghiera. A pochi km da Petina, troviamo ancora i ruderi del convento di Sant'Onofrio; luogo di preghiera dei santi Onofrio e Donato, visibile anche dall'autostrada A3, direzione sud, sui viadotti San Onofrio e San Donato. Ripacandida ha dedicato al suo figlio più illustre il campo sportivo, inaugurato nel 1991.

### Paesi che festeggiano san Donatello
- Auletta, 17 agosto.
- Melfi, 17 agosto.
- Montevergine, 17 agosto.
- Rapolla, 17 agosto.
- Ripacandida, 17 agosto.
- Ruoti, 17 agosto.